# Stadion MKS Podlasie w Białej Podlaskiej
Stadion MKS Podlasie – stadion piłkarski w Białej Podlaskiej, w Polsce. Obiekt może pomieścić 5000 widzów. Został wybudowany w latach 70. XX wieku. Swoje mecze rozgrywa na nim klub Podlasie Biała Podlaska, a także kobieca drużyna AZS PSW Biała Podlaska.